# Toyota Classic 1978
Il Toyota Classic 1978 è stato un torneo di tennis giocato sul sintetico indoor. È stata la 3ª edizione del torneo, che fa parte del WTA Tour 1978. Si è giocato ad Atlanta negli USA dal 25 settembre al 1º ottobre 1978.

## Campionesse

### Singolare
Chris Evert ha battuto in finale  Martina Navrátilová con il punteggio di 7–6, 0–6, 6–3

### Doppio
Françoise Dürr /  Virginia Wade hanno battuto in finale  Martina Navrátilová /  Anne Smith con il punteggio di 4–6, 6–2, 6–4